# Palacio de los Marqueses de Velada
El palacio de los marqueses de Velada es un inmueble en ruinas de la localidad española de Velada, en la provincia de Toledo.

## Historia
La construcción del palacio, ubicado en Velada, se remontaría al siglo XVI. Durante la segunda mitad del siglo XVIII alojó al infante Luis de Borbón y Farnesio y a su esposa María Teresa de Vallabriga. El palacio aparece mencionado en el decimoquinto volumen del Diccionario geográfico-estadístico-histórico de España y sus posesiones de Ultramar de Pascual Madoz, en la entrada correspondiente a Velada, de la siguiente manera:

un palacio de los condes de Altamira con escelentes jardines y huerta, en el que habitó el señor infante D. Luis de Borbon
(Madoz, 1849, pp. 638-639)

En la actualidad se encuentra en estado de ruina. En el siglo XXI se barajó la idea de restaurar el inmueble y darle el uso de hotel y museo.